# Olivier Schmitthaeusler
Olivier Michel Marie Schmitthaeusler (Strasburgo, 26 giugno 1970) è un vescovo cattolico e missionario francese, dal 1º ottobre 2010 vicario apostolico di Phnom-Penh.

## Biografia
Olivier Schmitthaeusler nacque a Strasburgo il 26 giugno 1970. Suo padre è un diacono permanente dell'arcidiocesi di Strasburgo.

### Formazione e ministero sacerdotale
Dopo aver concluso le scuole primarie, medie e superiori, è entrato nel seminario maggiore di Strasburgo e ha studiato filosofia e teologia all'Università di Strasburgo. Dal 1991 al 1994 ha vissuto in Giappone per un progetto di collaborazione con l'Università di San Tommaso a Osaka.
Nel 1997 è stato ordinato diacono. Il 28 giugno 1998 è stato ordinato presbitero per la Società per le missioni estere di Parigi nella cattedrale di Strasburgo. Lo stesso anno ha conseguito il baccalaureato in studi biblici all'Institut catholique di Parigi e poco dopo è partito come missionario per la Cambogia. In seguito è stato cooperatore nella zona di Kampot Takeo dal 1998 al 2002; docente di storia della Chiesa nel seminario maggiore di Phnom Penh dal 2003 al 2005; direttore della commissione diocesana per l'educazione dal 2004; vicario generale dal 2007 e segretario generale della Conferenza episcopale del Laos e della Cambogia, responsabile della pastorale giovanile e vocazionale e incaricato per lo sviluppo rurale dal 2008.
Ha fondato un asilo e il complesso scolastico "San Francesco" a Takeo nel 2003; il Centro per la vita "Giovanni Paolo II", che si occupa principalmente delle famiglie con casi di AIDS, nel 2006; e l'Istituto superiore di informatica e agricoltura "San Paolo" della provincia di Takéo nel 2009.

### Ministero episcopale
Il 24 dicembre 2009 papa Benedetto XVI lo ha nominato vicario apostolico coadiutore di Phnom-Penh e vescovo titolare di Catabo Castra. Ha ricevuto l'ordinazione episcopale il 20 marzo successivo dal vicario apostolico di Phnom-Penh Émile Destombes, co-consacranti l'arcivescovo Salvatore Pennacchio, nunzio apostolico in Thailandia, Singapore e Cambogia e delegato apostolico in Myanmar, Laos, Malaysia e Brunei, e il vescovo ausiliare di Strasburgo Christian George Nicolas Kratz. Con 40 anni di età era il più giovane vescovo francese. Il 1º ottobre 2010 è succeduto alla medesima sede.
Dal 2014 al 30 novembre 2019 è stato presidente della Conferenza episcopale del Laos e della Cambogia.
Nel gennaio del 2017 ha compiuto la visita ad limina.

## Genealogia episcopale
La genealogia episcopale è:
- Cardinale Scipione Rebiba
- Cardinale Giulio Antonio Santorio
- Cardinale Girolamo Bernerio, O.P.
- Arcivescovo Galeazzo Sanvitale
- Cardinale Ludovico Ludovisi
- Cardinale Luigi Caetani
- Cardinale Ulderico Carpegna
- Cardinale Paluzzo Paluzzi Altieri degli Albertoni
- Papa Benedetto XIII
- Papa Benedetto XIV
- Papa Clemente XIII
- Cardinale Marcantonio Colonna
- Cardinale Giacinto Sigismondo Gerdil, B.
- Cardinale Giulio Maria della Somaglia
- Cardinale Carlo Odescalchi, S.I.
- Vescovo Eugène de Mazenod, O.M.I.
- Cardinale Joseph Hippolyte Guibert, O.M.I.
- Cardinale François-Marie-Benjamin Richard de la Vergne
- Arcivescovo Gustave Mutel, M.E.P.
- Vescovo Auguste Gaspais, M.E.P.
- Vescovo Charles Joseph Lemaire, M.E.P.
- Vescovo Gustave Raballand, M.E.P.
- Vescovo Yves Ramousse, M.E.P.
- Vescovo Émile Destombes, M.E.P.
- Vescovo Olivier Michel Marie Schmitthaeusler, M.E.P.